# Wilczomlecz lancetowaty

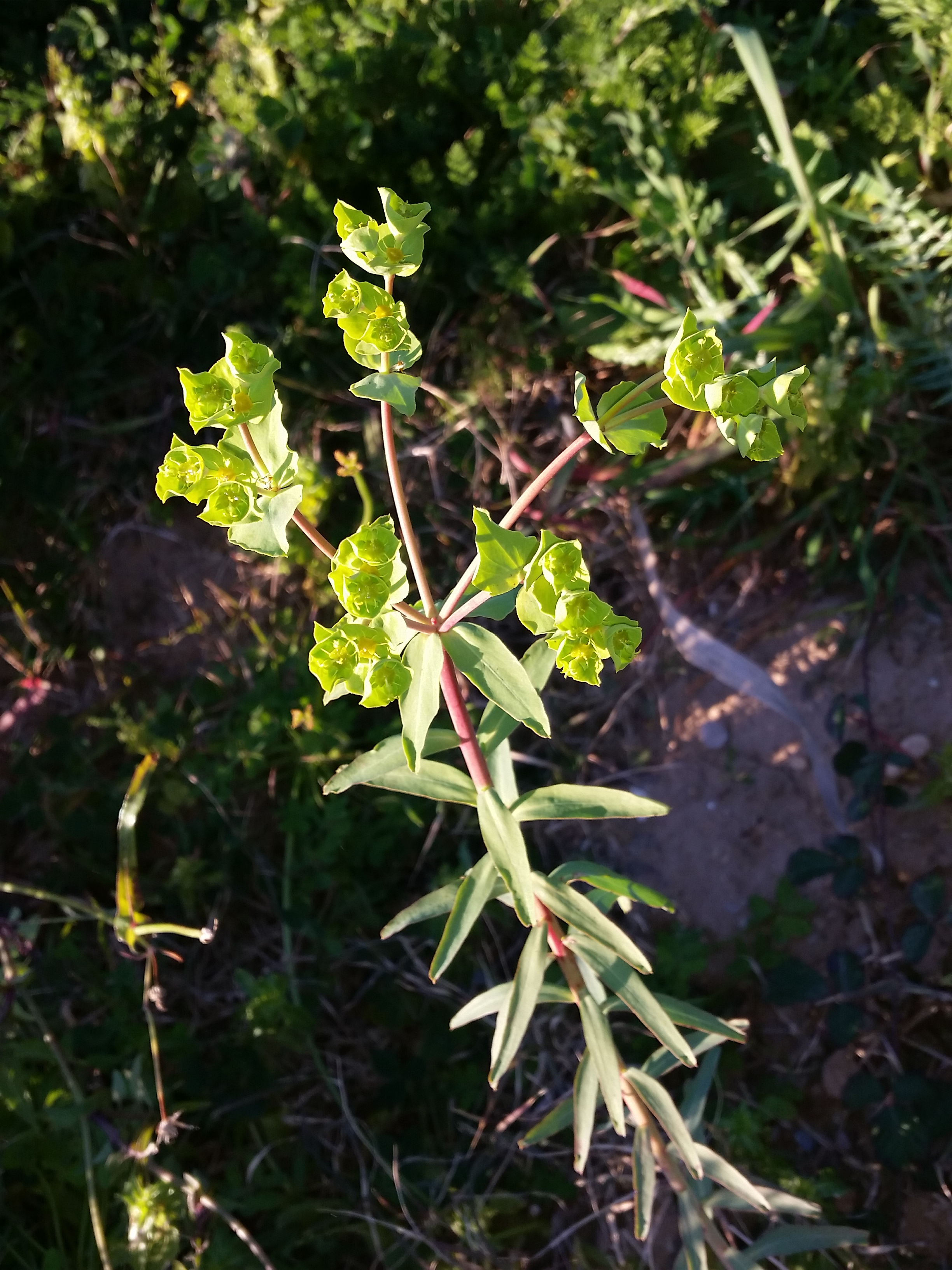
Pokrój

Wilczomlecz lancetowaty (Euphorbia esula L.) – gatunek należący do rodziny wilczomleczowatych. Występuje w stanie dzikim w Europie, Azji Mniejszej, Azji zachodniej. Zawleczony do Ameryki Północnej. W Polsce pospolity na niżu i w niższych piętrach górskich.
Uznany został za jeden ze 100 najbardziej inwazyjnych gatunków na świecie.

## Morfologia
PokrójRoślina wieloletnia, o wysokości do 60 cm, purpurowo nabiegła.
ŁodygaU nasady pokryta liśćmi łuskowatymi, wyżej gęsto ulistniona.
LiścieDługości do 6, rzadziej 8 cm, wąskolancetowate, wiotkie, siedzące. Blaszka powyżej połowy najszersza, tępo zakończona lub słabo zaostrzona, blisko wierzchołka słabo ząbkowana, spodem sinawa.
KwiatyKwiatostan żółtozielony, później czerwony. Miodniki półksiężycowate.

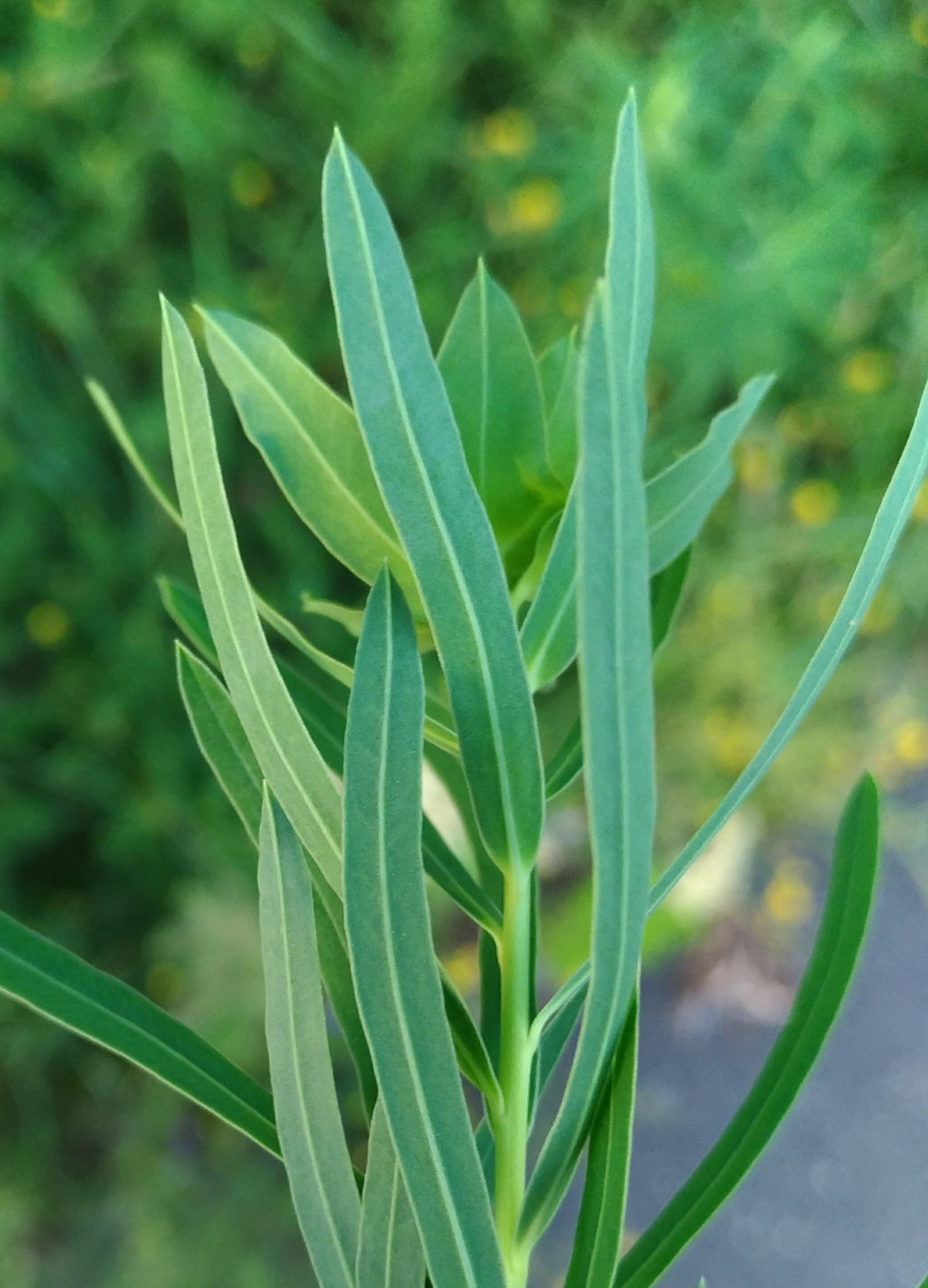
Liście
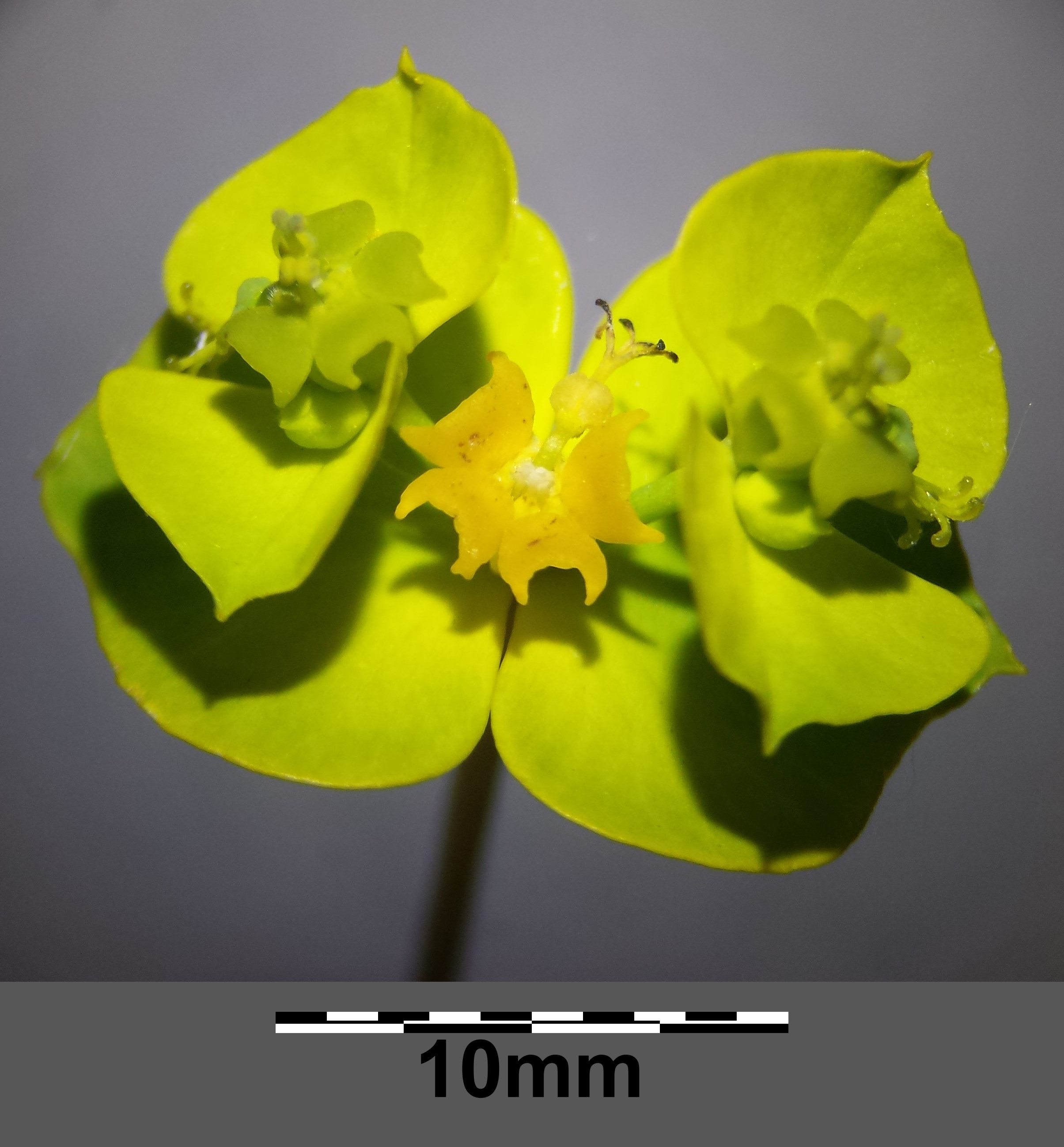
Kwiaty
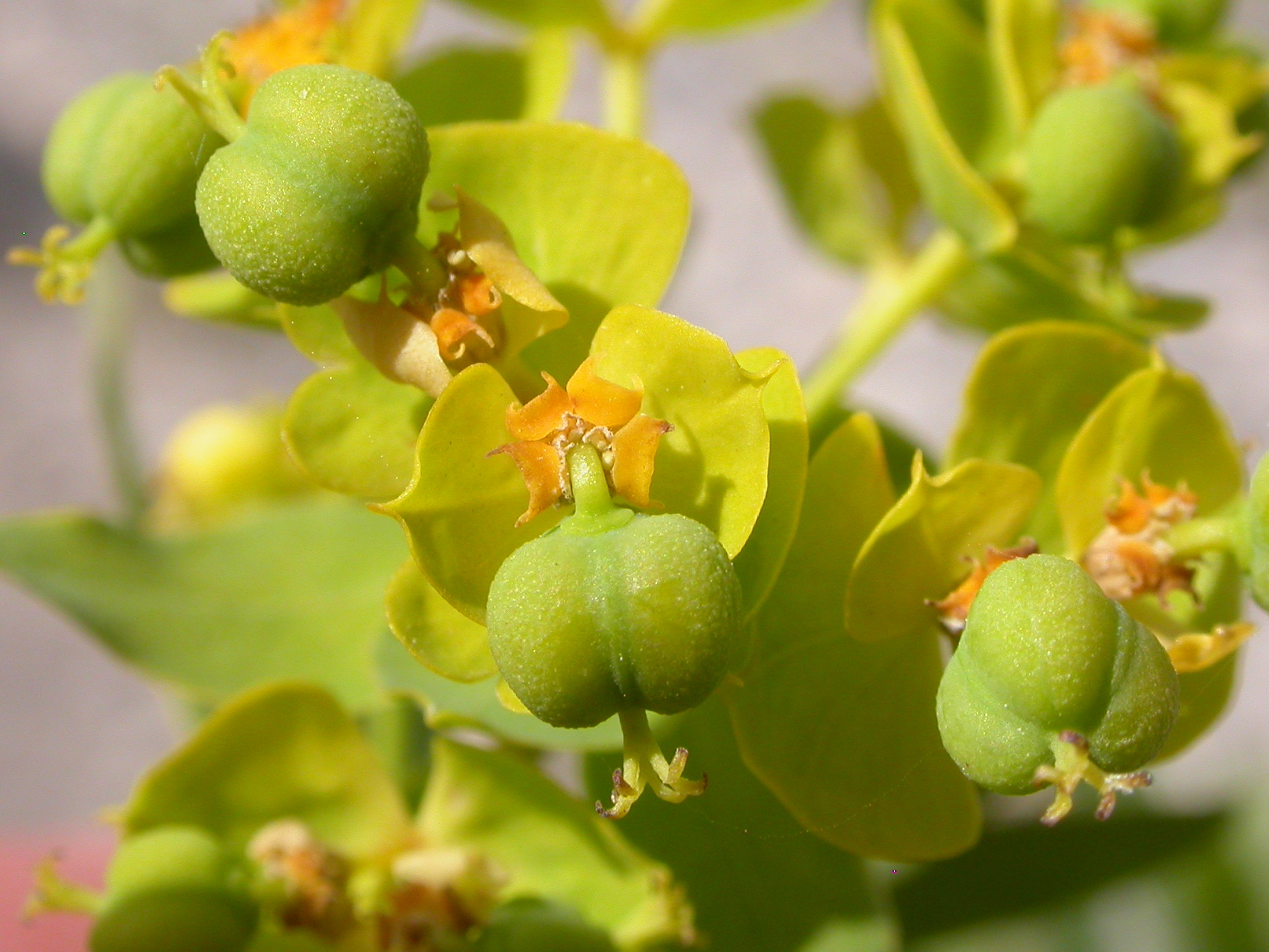
Owoce

## Biologia i ekologia
Bylina, hemikryptofit. Siedlisko: łąki i murawy, przydroża, siedliska ruderalne i pola uprawne. 
Roślina trująca, zawiera trujący sok mleczny. Bydło ją omija na pastwiskach – zwierzęta po zgryzieniu niewielkiej jej ilości uczą się jej unikać. Za jego trujące właściwości odpowiada ingenol.
Pomimo swych właściwości trujących jest rośliną żywicielską m.in. dla gąsienic motyla zmrocznika wilczomleczka. 
Liczba chromosomów 2n = 60, 64.

## Zmienność
Występuje w trzech podgatunkach:
- Euphorbia esula subsp. esula – podgatunek nominatywny
- Euphorbia esula subsp. tommasiniana (Bertol.) Kuzmanov (synonimy: E. tommasiniana Bertol., E. virgata Waldst. & Kit.)
- Euphorbia esula nothosubsp. pseudovirgata – mieszaniec ww. podgatunków (synonimy: E. ×pseudovirgata (Schur) Soó, E. virgata var. pseudovirgata Schur)

Często tworzy też mieszańce z innymi gatunkami.